# Анока (Небраска)
Анока (англ. Anoka) — селище (англ. village) в США, в окрузі Бойд штату Небраска. Населення — 6 осіб (2010).

## Географія
Анока розташована за координатами 42°56′46″ пн. ш. 98°49′43″ зх. д. / 42.94611° пн. ш. 98.82861° зх. д. (42.946000, -98.828529).  За даними Бюро перепису населення США в 2010 році селище мало площу 1,45 км², уся площа — суходіл.

## Демографія
Згідно з переписом 2010 року, у селищі мешкало 6 осіб у 3 домогосподарствах у складі 1 родини. Густота населення становила 4 особи/км².  Було 6 помешкань (4/км²).
Расовий склад населення:
| - 100,0 % — білих |

До двох чи більше рас належало 0,0 %. Частка іспаномовних становила 0,0 % від усіх жителів.
За віковим діапазоном населення розподілялося таким чином: 0,0 % — особи молодші 18 років, 66,7 % — особи у віці 18—64 років, 33,3 % — особи у віці 65 років та старші. Медіана віку мешканця становила 52,5 року. На 100 осіб жіночої статі у селищі припадало 100,0 чоловіків;  на 100 жінок у віці від 18 років та старших — 100,0 чоловіків також старших 18 років.
Цивільне працевлаштоване населення становило 12 особи. Основні галузі зайнятості: мистецтво, розваги та відпочинок — 33,3 %, сільське господарство, лісництво, риболовля — 33,3 %, роздрібна торгівля — 16,7 %, виробництво — 16,7 %.